# Younger Than Springtime 1959-61 (cd)
 Younger than Springtime  är en cd från 1999 av jazzpianisten Jan Johansson med tidigare utgivet material från åren 1959–1961.

## Låtlista
1. Exactly Like You (Jimmy McHugh/Dorothy Fields) – 2:17
2. Where or When (Richard Rodgers/Lorenz Hart) – 4:07
3. Sometimes I'm Happy (Vincent Youmans) – 3:07
4. There's a Small Hotel (Richard Rodgers/Lorenz Hart) – 3:17
5. Younger than Springtime (Richard Rodgers/Oscar Hammerstein II) – 5:53
6. Love for Sale (Cole Porter) – 5:44
7. Autumn Leaves (Joseph Kosma/Jacques Prevert) – 3:15
8. Now See How You Are (Oscar Pettiford/Woody Harris) – 6:41
9. Mack the Knife (Kurt Weill/Bertolt Brecht) – 2:57
10. Serenade in Blue (Harry Warren/Mack Gordon) – 3:02
11. Beck's (Jan Johansson) – 3:29
12. Swingin' the Blues (Count Basie/Eddie Durham) – 5:29
13. Serenade in Blue [alt take] – 2:55
14. Beck's [alt take] – 3:32
15. Swingin' the Blues [alt take] – 5:44
16. Suburban Street (Georg Riedel) – 3:46

## Inspelningsdata
21 november 1959 – spår 1–9
17 februari 1960 – spår 10–15
Februari 1961 – spår 16

## Medverkande
- Jan Johansson – piano (spår 1–16)
- Arne Domnérus – altsaxofon (spår 1–4, 16)
- Georg Riedel – bas (spår 1–4, 16)
- Dan Jordan – bas (spår 5–9)
- William Schiöpffe – trummor (spår 1–9)
- Sture Nordin – bas (spår 10–15)
- Egil Johansen – trummor (spår 10–16)
- Bengt-Arne Wallin – trumpet (spår 16)
- Bjarne Nerem – tenorsaxofon (spår 16)